# زكريا بولحية
محمد زكريا بولحية (مواليد 1 يونيو 1997، لاعب كرة قدم جزائري يجيد اللعب في الجناح مع نادي مولودية البيض.

## روابط خارجية
- زكريا بولحية على موقع قاعدة بيانات كرة القدم.إي يو (الإنجليزية)
- زكريا بولحية على موقع Soccerway.com (الإنجليزية)
- زكريا بولحية على موقع عالم كرة القدم.نت (الإنجليزية)